# Sophia Getzova
Sophia Getzova Sophia Getzowa (ur. 1872 w Homlu, zm. 12 lipca 1946) – szwajcarsko-izraelska lekarka, patolog. Przez wiele lat pracowała w szpitalu Hadassa w Jerozolimie. Przez cztery lata była narzeczoną Chaim Weizmana, w 1901 roku Weizmann odszedł do Very Khatzman. W Palestynie od 1925 roku, w 1927 roku została profesorem anatomii patologicznej na Uniwersytecie Hebrajskim.
Tzw. wole Getzowy to synonim dla raka tarczycy z komórek Hürthle’a.

## Prace
- Über die Thyreoidea von Kretinen und Idioten. Virchows Archiv für pathologische Anatomie und Physiologie und für klinische Medizin, Berlin, April 1905, 180 (1): 51-98.
- Über die Glandula parathyroidea, intrathyreoidale Zellhaufen derselben und Reste des postbranchialen körpers. Virchows Archiv für pathologische Anatomie und Physiologie und für klinische Medizin, Berlin, 1907, 188: 181-234.